# Takeshi Kuwahara
Takeshi Kuwahara (japanisch 桑原 剛 Kuwahara Takeshi; * 10. Mai 1985 in der Präfektur Fukuoka) ist ein ehemaliger japanischer Fußballspieler.

## Karriere
Kuwahara erlernte das Fußballspielen in der Schulmannschaft der Chikuyo Gakuen High School. Seinen ersten Vertrag unterschrieb er 2004 bei den Consadole Sapporo. Der Verein spielte in der zweithöchsten Liga des Landes, der J2 League. Für den Verein absolvierte er 14 Ligaspiele. 2006 wechselte er zum Ligakonkurrenten Mito HollyHock. Für den Verein absolvierte er 32 Ligaspiele. 2007 wechselte er zum Ligakonkurrenten Thespa Kusatsu. Für den Verein absolvierte er 21 Ligaspiele. Danach spielte er bei den Fukushima United FC. Ende 2009 beendete er seine Karriere als Fußballspieler.